# Center for Advanced Studies
Das Center for Advanced Studies (DHBW CAS) ist eine zentrale Einrichtung der Dualen Hochschule Baden-Württemberg. Es wurde 2014 gegründet und hat seinen Sitz auf dem Bildungscampus der Dieter-Schwarz-Stiftung in Heilbronn.
Das DHBW CAS bündelt die Weiterbildungsangebote der Dualen Hochschule Baden-Württemberg. Dies sind zunächst die berufsbegleitenden und berufsintegrierenden Masterstudiengänge in den Bereichen Wirtschaft, Technik und Sozialwesen. Erster Studienstart war zum 1. Oktober 2014.
Neben der Durchführung der Masterstudiengänge hat auch das Zentrum für Hochschuldidaktik und lebenslanges Lernen (ZHL) seinen Sitz am DHBW CAS, das Fortbildungen für Mitarbeiter und Lehrende an der DHBW anbietet. Seit März 2017 ist auch das Testzentrum der DHBW am CAS angesiedelt. Dort werden der Studierfähigkeitstest für Studieninteressierte mit fachgebundener Hochschulreife (die sog. Deltaprüfung) und Studieneignungstest für Studieninteressierte mit beruflicher Qualifizierung abgenommen.
Im Oktober 2019 startete die am DHBW CAS angesiedelte Intersectoral School of Governance Baden-Württemberg (ISoG BW), die die intersektorale Zusammenarbeit zwischen Staat, Wirtschaft und Zivilgesellschaft fördert.

## Fachbereiche
Das DHBW CAS ist in drei Fachbereiche gegliedert.
- Der Fachbereich Wirtschaft bietet folgende Masterstudiengänge an:
  - Accounting, Controlling, Taxation
  - Digital Business Management
  - Finance
  - Entrepreneurship
  - General Business Management
  - Marketing
  - Master of Business Administration
  - Media and Data-driven Business
  - Personalmanagement und Wirtschaftspsychologie
  - Rechnungswesen Steuern Wirtschaftsrecht
  - Sales and Negotiation
  - Supply Chain Management, Logistics, Production
  - Wirtschaftsinformatik
- Der Fachbereich Technik bietet folgende Masterstudiengänge an:
  - Bauingenieurwesen
  - Elektrotechnik und Informationstechnik
  - Executive Engineering
  - Informatik
  - Integrated Engineering
  - Maschinenbau
  - Wirtschaftsingenieurwesen
- Der Fachbereich Sozialwesen bietet folgende Studiengänge an:
  - Advanced Practice in Healthcare
  - Digitalisierung in der Sozialen Arbeit
  - Governance Sozialer Arbeit
  - Intensive Care
  - Soziale Arbeit in der Migrationsgesellschaft
  - Transkulturelle Traumapädagogik
  - Planung und Koordination in der Sozialen Arbeit

## Studium
Das duale Studium am DHBW CAS besteht aus einem akademischen Studium und einem Praxisstudium. Der akademische Teil findet am DHBW CAS oder dezentral an einer der DHBW Studienakademien statt. Der praktische Teil des Studiums wird im Partnerunternehmen absolviert.
Der Betrieb, auch Dualer Partner genannt, kann sowohl ein Unternehmen als auch eine öffentliche oder private Einrichtung sein. Um Studierende auszubilden, muss der Betrieb zunächst von der DHBW als geeignet eingestuft werden.
Die Regelstudienzeit des dualen Masterstudiums beträgt vier Semester. Der zeitliche Ablauf des Studiums gliedert sich in zwei- bis viertägige Präsenzblöcke, die ca. einmal pro Monat stattfinden. Zwischen den Präsenzblöcken arbeiten die Studierenden als normale Arbeitnehmer in ihren Betrieben oder Einrichtungen. Die Studierenden erhalten während des gesamten Studiums ein Gehalt vom Arbeitgeber. Dieses Studienmodell bezeichnet die Duale Hochschule Baden-Württemberg als berufsintegrierend. Es wird nicht nur berufsbegleitend studiert, sondern es besteht gleichzeitig eine direkte Verzahnung zwischen Studieninhalten und Berufstätigkeit. Die Themen für die während des Studiums durchzuführenden wissenschaftlichen Arbeiten (z. B. Projektarbeiten und Masterarbeit) werden in enger Abstimmung mit dem Arbeitgeber gewählt und bearbeitet.

### Aufbau des Studiums
Die Studiengänge des DHBW CAS sind modular aufgebaut. Das heißt, dass innerhalb der Studiengänge und Studienrichtungen die Möglichkeit besteht, individuelle Schwerpunkte zu setzen. Dadurch können Studierende ihren Studienplan eng an den beruflichen Anforderungen und persönlichen Interessen orientiert zusammenstellen. Ergänzt wird das Modulangebot durch die „Fachübergreifenden Kompetenzen“. In diesem fachübergreifenden Kompetenztraining werden Fähigkeiten zur allgemeinen Persönlichkeitsentwicklung vermittelt.

### Zulassungsvoraussetzungen
Voraussetzung für ein Masterstudium am CAS ist ein Hochschulabschluss mit mindestens 180 ECTS-Kreditpunkten oder ein gleichwertiger Hochschulabschluss. Das Studium muss mit einer Gesamtnote von mindestens 2,5 oder mit einer ECTS-Klassifikation A oder B abgeschlossen worden sein. Die Studierenden müssen über eine mindestens ein- bis zweijährige Berufserfahrung verfügen und während des Studiums bei einem Arbeitgeber angestellt sein.

### Akkreditierung
Die Duale Hochschule Baden-Württemberg ist seit Dezember 2011 von der Zentralen Evaluations- und Akkreditierungsagentur systemakkreditiert. Das heißt, dass alle Studiengänge über eine Akkreditierung verfügen.